# ランドーレット
ランドーレットまたはランドレー（landauletまたはlandaulette）とは、自動車のボディタイプのひとつである。

## 概要

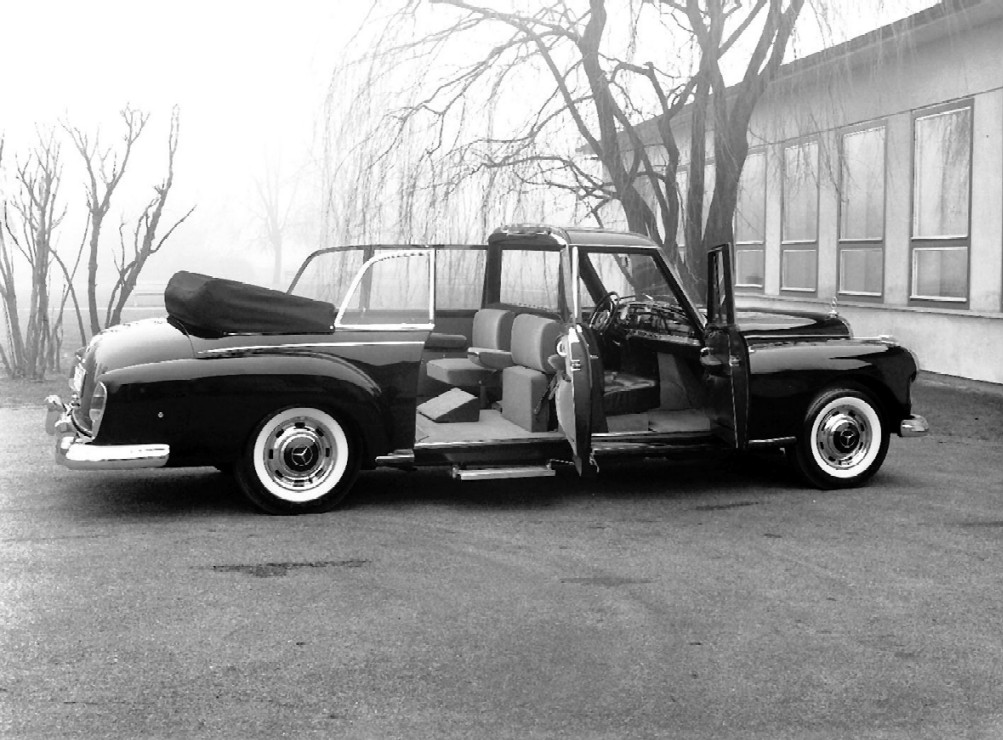
メルセデス・ベンツ・300d
(W 189) ランドーレット

ランドーレットとはフロントシート部は屋根付きで、リアシート部分だけがオープントップ（幌またはバリオルーフ）になっている乗用車のボディスタイルで、他のボディタイプ同様、馬車の時代から存在していた形が、そのまま自動車のボディタイプに移行したものである。自動車メーカー製、コーチビルダー製の他、市販車（完成車）からの改造によるものがある。
ランドーレットは主に政府要人や著名人らがパレード時などに運転手付きで乗る特殊な用途の車両として位置づけられ、一般向け乗用車としての販売は稀である。パレード用としては、ローマ教皇らが以前メルセデス・ベンツベースのランドーレットを使用していた（現在は保安上の問題から防弾ガラス張りとなっている）。
かつて存在したBMW・3シリーズのバウア TCは、リア部分だけを開閉してランドーレット・スタイルを楽しむことができた。
このバウア社は2002年のジュネーブ・モーターショーで、ランドーレット・スタイルのバウア・Gカブリオ XL(メルセデス・ベンツ・Gクラスロングベース)を発表している。
2007年11月の中東国際オートショーにてマイバッハが62 Landaulet（日本名「62ランドレー」）を発表、2009年からラインナップに加えている。

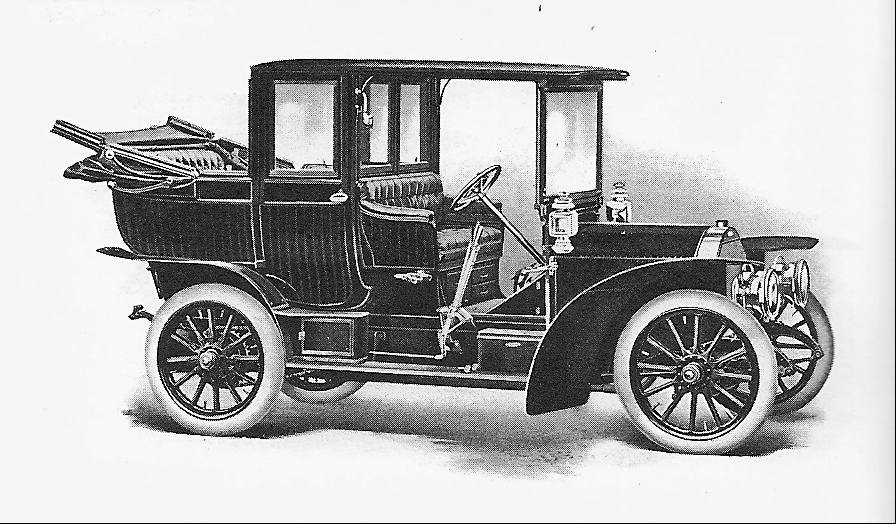
Matheson landaulet 1908年
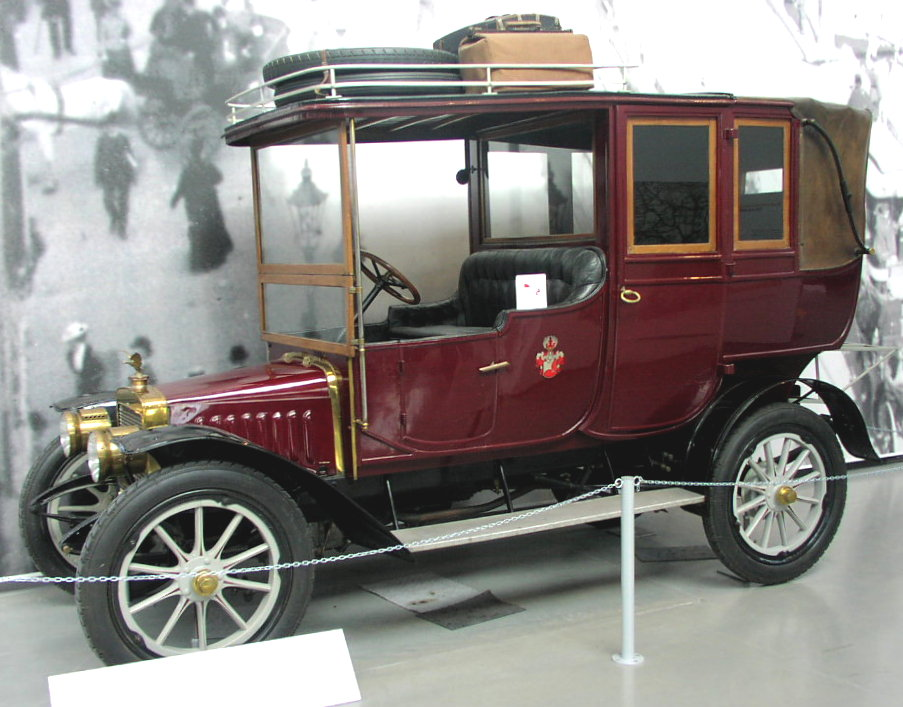
アドラー ランドーレット 1911年
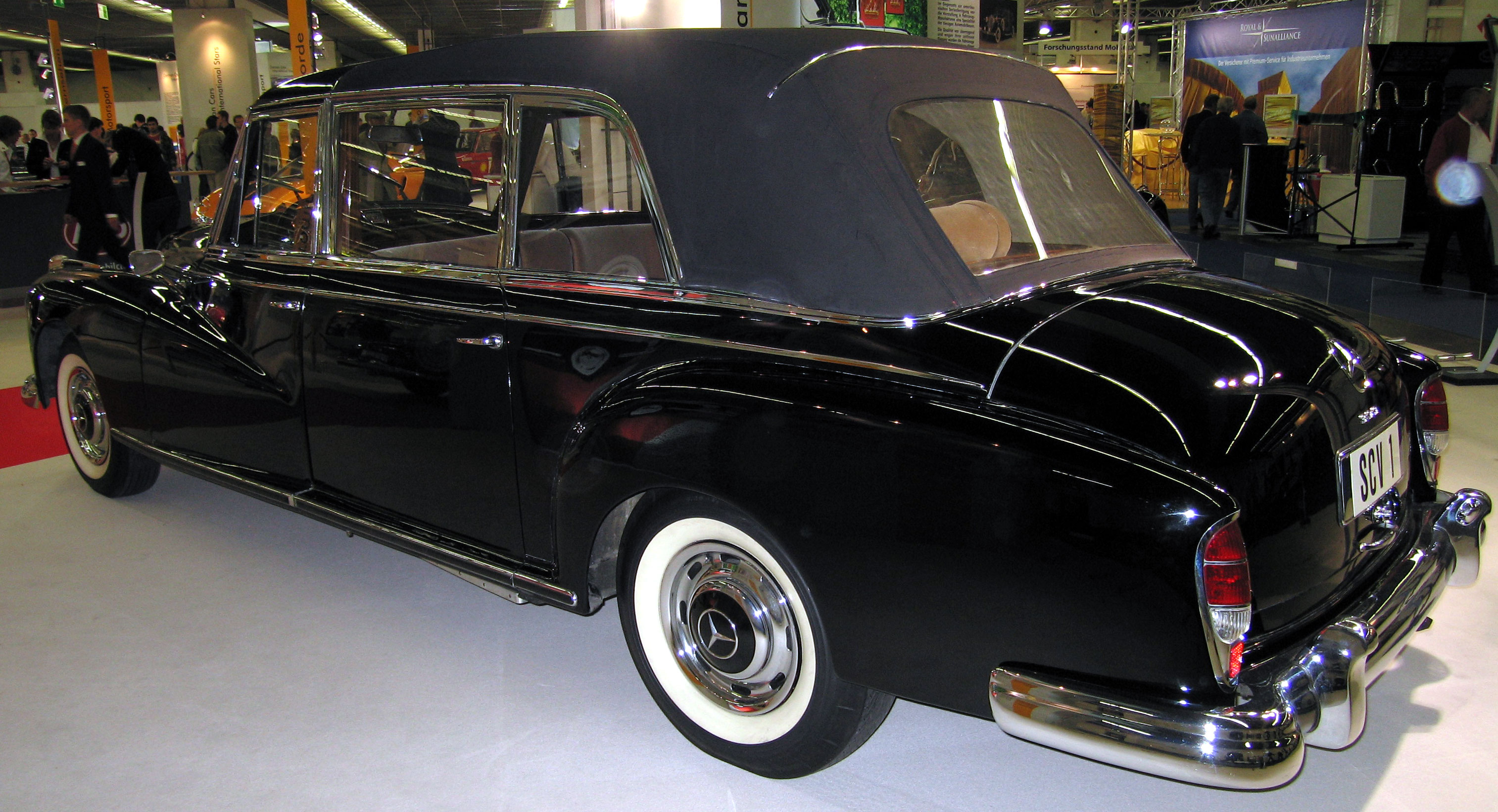
メルセデス・ベンツ・300d (W 189) ランドーレット ヨハネ23世専用車
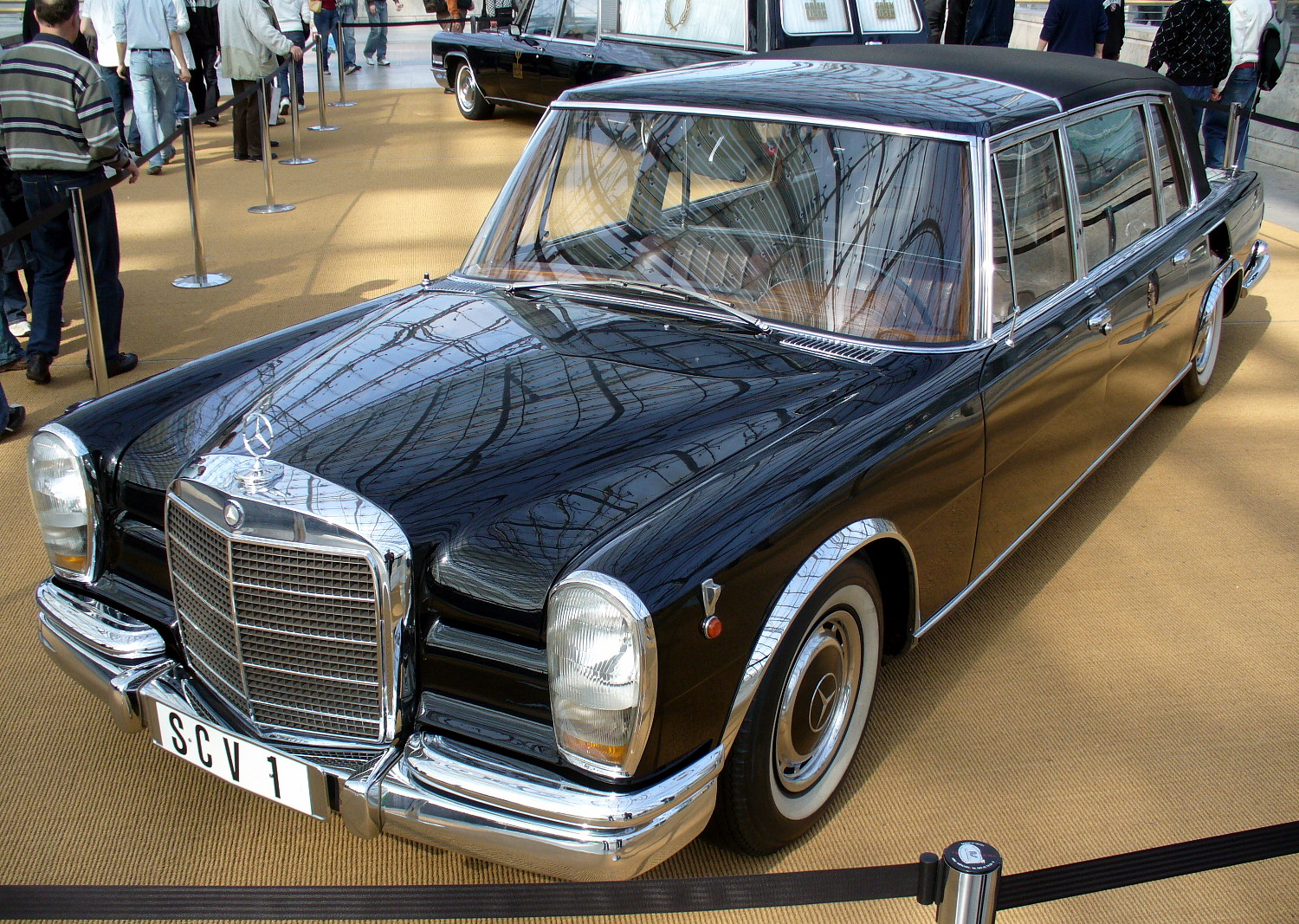
メルセデス・ベンツ・600 (W 100) プルマン ランドーレット パウロ6世専用車
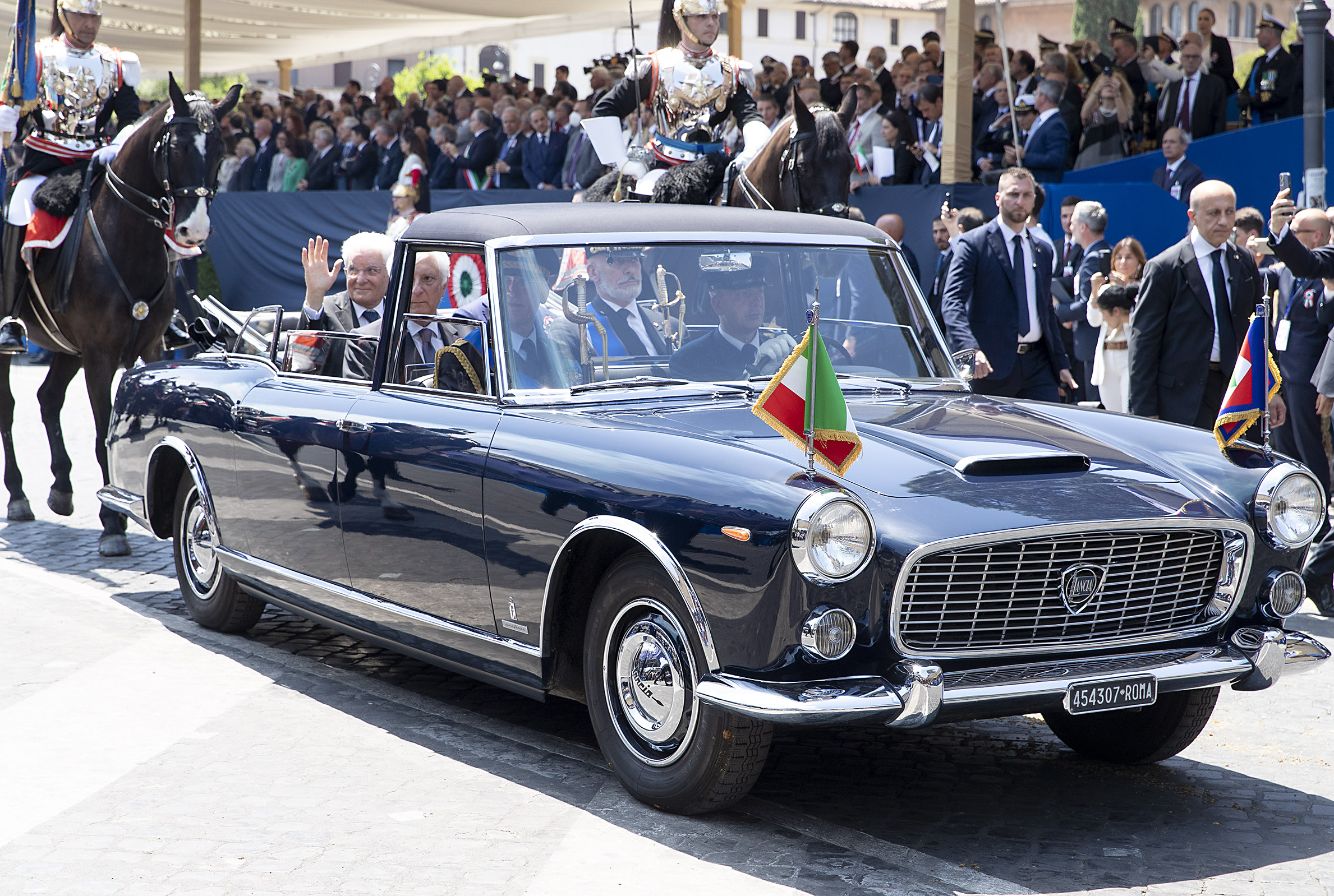
ランチア・フラミニア ランドーレット イタリア大統領専用車
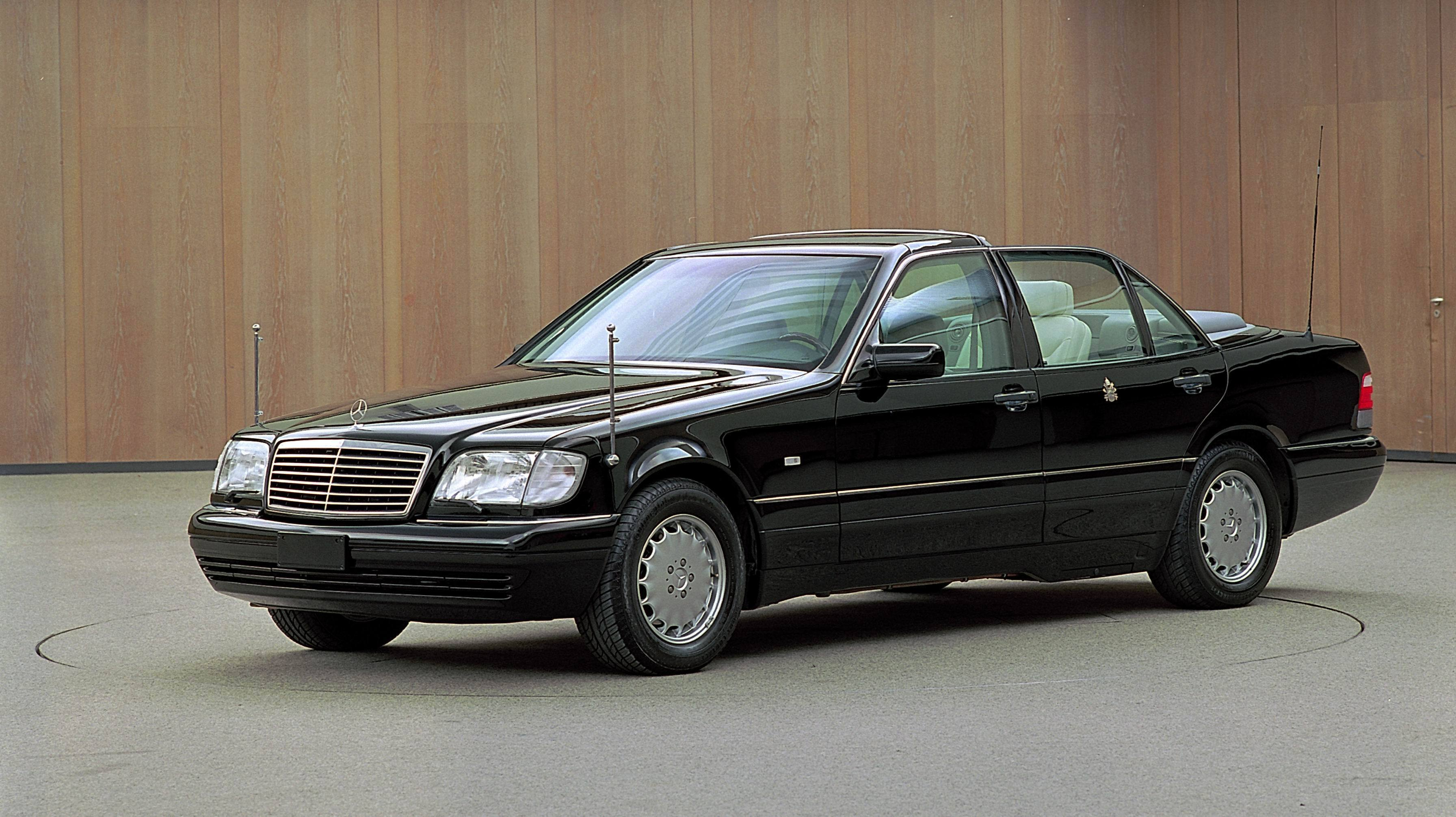
メルセデス・ベンツ・S500 L (W 140) ランドーレット
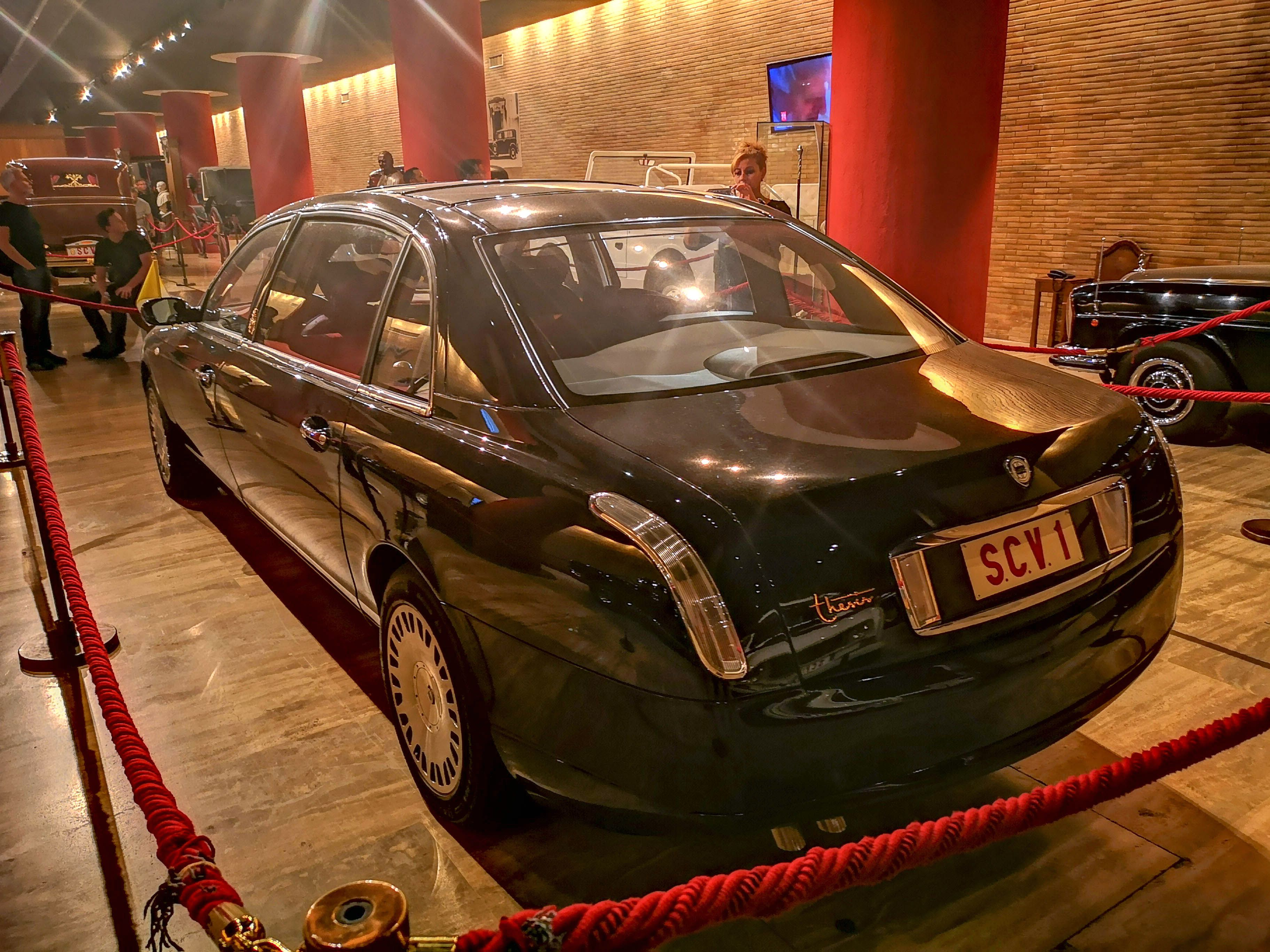
ランチア・テージス ランドーレット ローマ教皇専用車
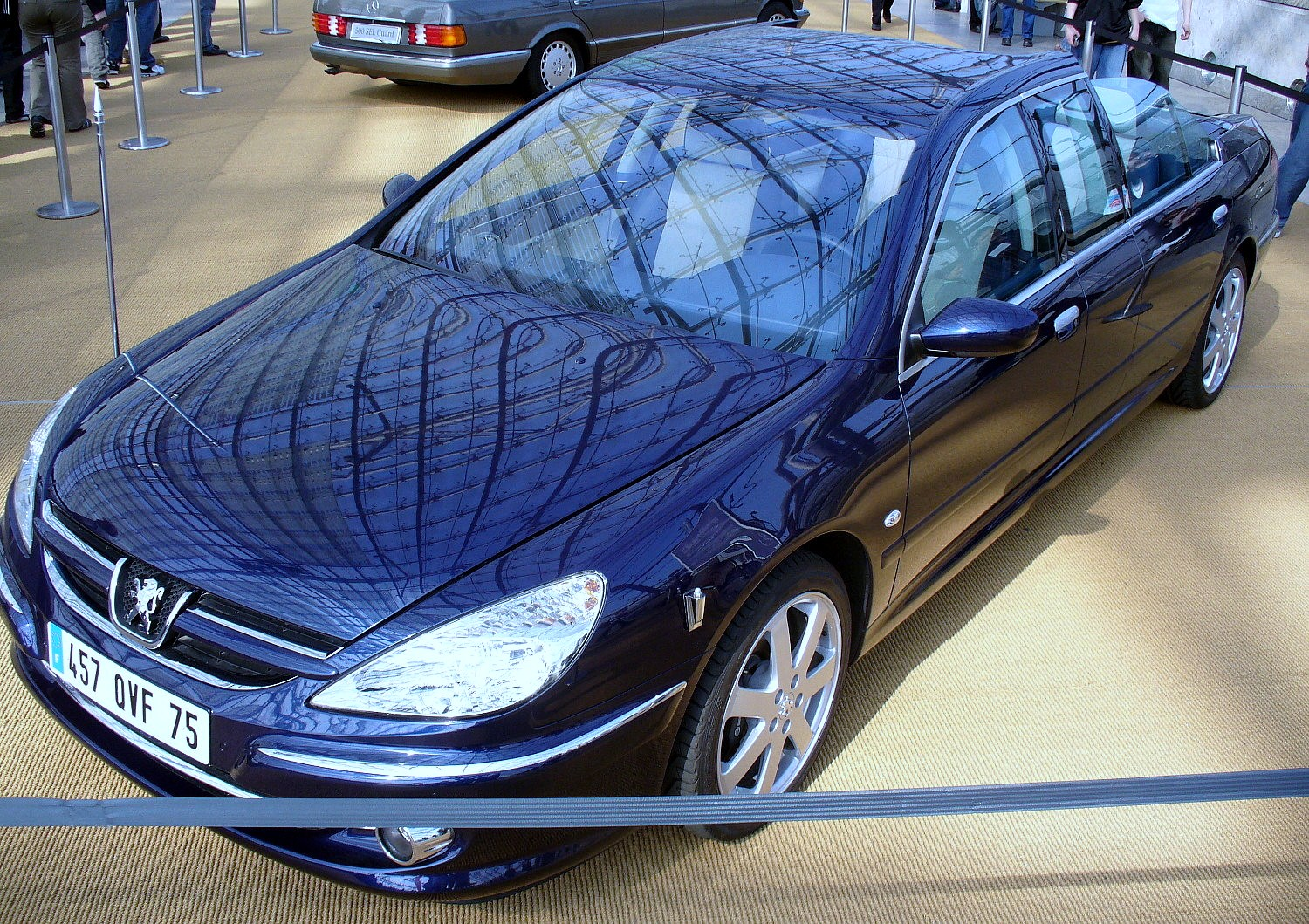
プジョー・607 ランドーレット フランス大統領専用車

## 近似するボディ形状
なお、｢Bピラーまではメタルトップ、それより後ろは幌｣というボディ構造自体は、出自はともかくとりわけSUVではまま見られる形状でもある。

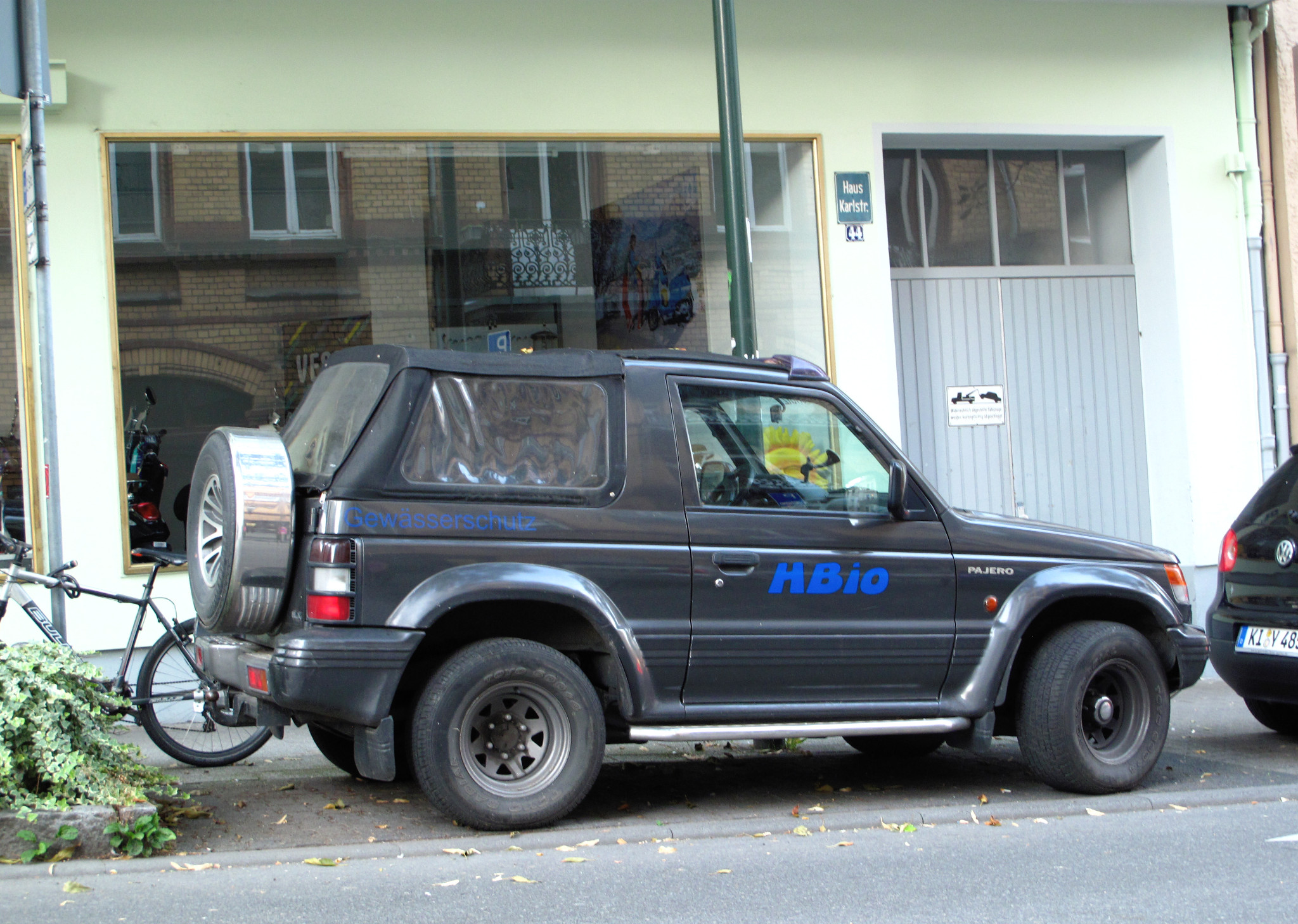
三菱・パジェロ｢J-Top｣(写真は近似輸出仕様)
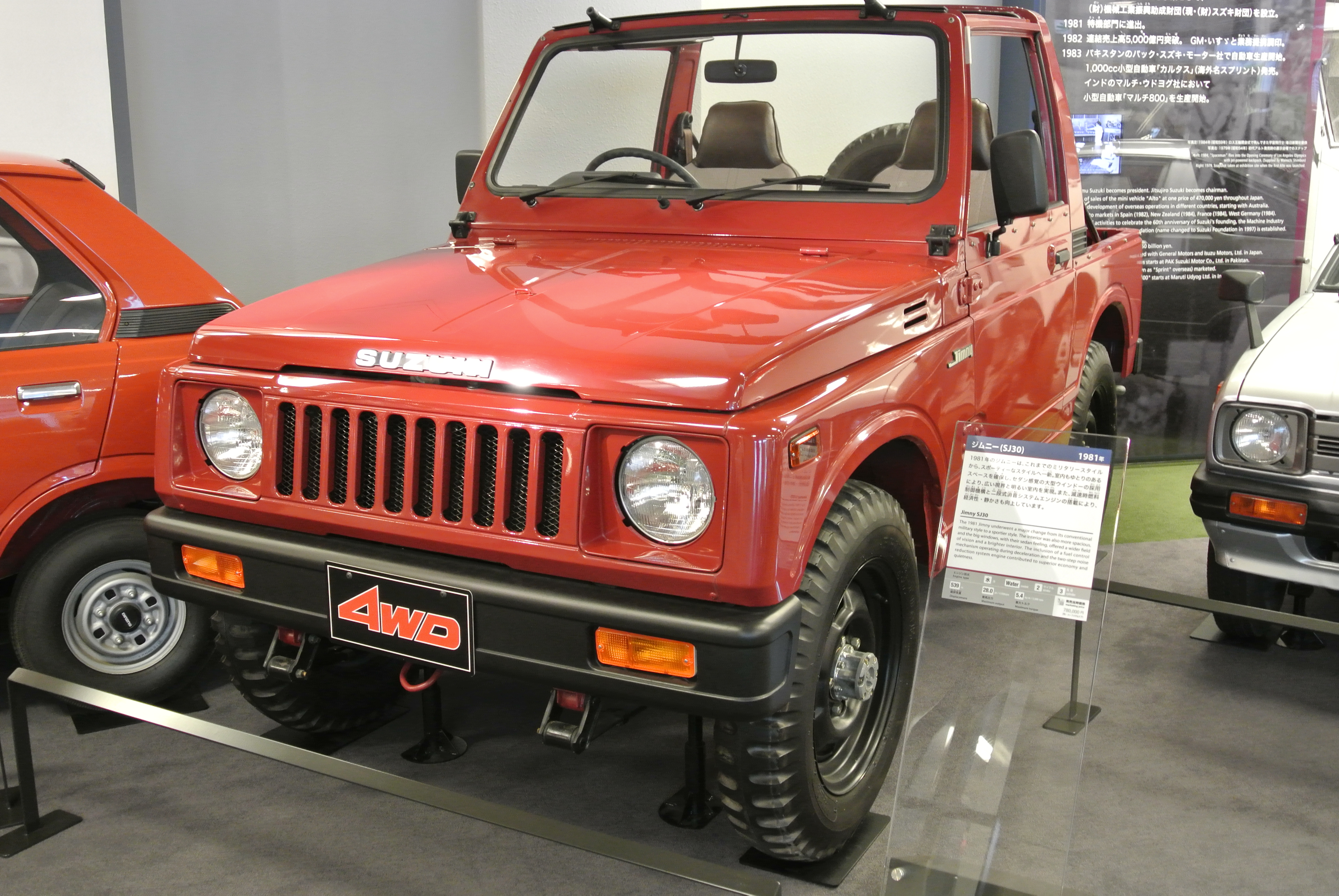
スズキ・ジムニー(SJ30)